# Senna pumilio
Senna pumilio är en ärtväxtart som först beskrevs av Asa Gray, och fick sitt nu gällande namn av Howard Samuel Irwin och Rupert Charles Barneby. Senna pumilio ingår i släktet sennor, och familjen ärtväxter. Inga underarter finns listade i Catalogue of Life.